# Rosita South
Rosita South is een plaats (census-designated place) in de Amerikaanse staat Texas, en valt bestuurlijk gezien onder Maverick County.

## Demografie
Bij de volkstelling in 2000 werd het aantal inwoners vastgesteld op 2574.

## Geografie
Volgens het United States Census Bureau beslaat de plaats een oppervlakte van
20,6 km², waarvan 20,1 km² land en 0,5 km² water.

## Plaatsen in de nabije omgeving
De onderstaande figuur toont nabijgelegen plaatsen in een straal van 20 km rond Rosita South.